# Zuma (videogioco)
Zuma Deluxe è un videogioco rompicapo del 2003 per PC sviluppato da Oberon Media e pubblicato da PopCap Games. È stato pubblicato per diverse piattaforme, tra cui PDA, telefoni cellulari e iPod.
Una versione migliorata, chiamata Zuma Deluxe, è stata pubblicata per Microsoft Windows e Mac OS X, nonché scaricabile da Xbox Live Arcade per Xbox 360 e da PlayStation Network per PlayStation 3. È inoltre incluso nella versione retail per PlayStation 3 di Bejeweled 3, insieme a Feeding Frenzy 2.
Zuma ha ricevuto il premio "Gioco dell'anno" 2004 da RealArcade.

## Modalità di gioco
L'obiettivo di Zuma è eliminare tutte le palline che rotolano sullo schermo (tramite altre palline di cui dispone il giocatore) lungo un determinato percorso (il percorso è chiaramente visibile in tutti i livelli, tranne l'ultimo) prima che queste raggiungano la struttura gialla del teschio, che si aprirà in misura variabile come avvertimento delle palline in arrivo. Il giocatore può trasportare due palline alla volta e può cambiarle in qualsiasi momento. Non appena una palla raggiunge il teschio, le altre la seguono e il giocatore perde una vita. Per evitare che le palline raggiungano il teschio, il giocatore può eliminarle sparando una pallina colorata dalla bocca dell'idolo della rana di pietra verso la catena di palline che continuerà ad avanzare fino a quando il giocatore non riempirà la barra gialla, momento in cui le palline smetteranno di prodursi fuori dallo schermo. Quando tre o più palline dello stesso colore entrano in contatto, esplodono, innescando eventualmente altre esplosioni come parte di una reazione a catena. Il livello è completato quando, dopo aver riempito la barra, il giocatore elimina tutte le palline sullo schermo.
Ci sono bonus per la raccolta di monete (di solito attraverso spazi vuoti), per aver provocato esplosioni attraverso spazi vuoti di altre palline e catene per aver provocato sempre un'esplosione con ogni pallina consecutiva (i bonus delle monete e delle catene sono un modo rapido per riempire la barra). I bonus di tempo vengono assegnati anche se il giocatore completa il livello entro un tempo limite, che varia da trenta secondi a quattro minuti a seconda del livello.
Nelle palle sono presenti quattro diversi tipi di potenziamenti, che possono essere attivati facendo esplodere la palla con il potenziamento. La palla indietro spinge la catena più lontana (a seconda che tutte le palle siano collegate) all'indietro per un breve periodo di tempo. La palla rallentatore rallenta la velocità della catena di palle per un breve periodo di tempo. La palla precisione consente di effettuare tiri più rapidi e punta una freccia verso il punto in cui verrà sparata la palla (rimane attiva per circa lo stesso tempo della palla rallentamento, ma bisogna tenere conto delle dimensioni delle palle). La palla esplosione fa esplodere tutte le palle che si trovano in un piccolo raggio nel punto e nell'ora in cui viene fatta esplodere. Se non vengono fatte esplodere rapidamente, le palle potenziate tornano allo stato normale dopo un certo tempo.

### Modalità avventura
Ogni avventura regolare inizia con tre vite (rappresentate da rane nell'angolo in alto a sinistra dello schermo), ma ogni 50.000 punti si guadagnano vite extra. Sparando a una moneta con una palla, facendo esplodere più gruppi di palle con un solo colpo, guadagnando bonus a catena, sparando attraverso gli spazi vuoti delle palle o finendo un livello entro un certo periodo di tempo (chiamato tempo ace) si ottengono punti extra.
I livelli sono organizzati in templi, e il tempio iniziale è composto da tre "mondi" di cinque livelli ciascuno (il quinto livello di ogni stage è unico, in quanto presenta due tracce di palline invece della solita). Nessun livello del primo mondo contiene gallerie e il primo livello di ogni mondo è privo di gallerie.
I mondi dal primo al terzo hanno quattro colori di palline: rosso, blu, verde e giallo, i mondi dal quarto al sesto aggiungono il viola e dal settimo in poi si aggiunge il bianco alla varietà. Ai mondi si aggiungono infine i livelli: il secondo tempio, che contiene i mondi dal quattro al sei, ha sei livelli, mentre il terzo tempio, che contiene i mondi dal sette al nove, ha sette livelli. Il quarto e ultimo tempio (che è nascosto fino a quando il giocatore non sblocca il mondo dieci per la prima volta) contiene i mondi dal dieci al dodici, anch'essi composti da sette livelli ciascuno. I mondi dal dieci al dodici sono essenzialmente uguali a quelli dal sette al nove, ma per ogni livello è necessario ottenere 5.000 punti per riempire completamente la barra di Zuma. Inoltre, le palline escono di più all'inizio del livello e la catena di palline si muove un po' più velocemente. Se il giocatore perde tutte le sue vite, il gioco termina e deve ricominciare dall'inizio dell'ultimo livello raggiunto. Tuttavia, se il giocatore riesce a battere tutti i 12 mondi e i 4 templi, viene portato al 13º e ultimo mondo, che ha un solo livello, il livello "Spazio", più lungo di tutti i livelli precedenti, con meno raggruppamenti di colori tra le palline e senza un percorso visibile per le palline. Non è possibile accedere a questo livello e al 13° mondo senza aver prima completato il mondo 12, perché non esiste un tempio associato al 13° mondo. Una volta battuto questo livello, il giocatore vince la partita (se non riesce a battere il livello Spazio (13-1), deve battere di nuovo tutto il mondo dodici prima di avere un'altra possibilità di vincere). Tutte le vite rimaste alla fine della partita valgono 50.000 punti aggiuntivi da aggiungere al punteggio finale.

### Modalità Gioco Libero
Zuma offre anche la modalità Gioco Libero ("Gauntlet Mode" in originale), in cui il giocatore può scegliere di giocare in un livello già raggiunto in modalità avventura e allenarsi per battere il livello, oppure giocare in modalità sopravvivenza, dove la difficoltà dei colori e la velocità delle palle aumenteranno gradualmente. I livelli della modalità guanto di sfida sono, in ordine: Coniglio, Aquila, Giaguaro e Dio del Sole. Prima di passare al livello successivo, il giocatore deve completare sette livelli in modalità pratica o sette barre gialle in modalità sopravvivenza. Una volta raggiunto il Dio del Sole, in cui le palline si muovono a velocità costante anche quando si avvicinano al teschio, il giocatore può continuare all'infinito, poiché la classificazione del livello non ha limiti né di livelli né di barre.

## Controversie sul plagio
PopCap Games è stata accusata di plagio dallo sviluppatore giapponese Mitchell Corporation per aver violato la proprietà intellettuale di Puzz Loop, videogioco arcade del 1998. PopCap Games ha sostenuto che Zuma non era propriamente un clone, ma una rielaborazione dell'idea di Mitchell, il fondatore di PopCap Jason Kapalka ha inoltre dichiarato di essere "felice" dell'idea che i giochi vengano clonati da altri sviluppatori, a patto che la nuova versione aggiunga qualcosa al gameplay del gioco copiato.

## Seguito
Un sequel, Zuma's Revenge!, è stato pubblicato il 15 settembre 2009 per Windows e Mac. Zuma Blitz è stato pubblicato su Facebook il 14 dicembre 2010 ed è stato descritto da PopCap come "l'adattamento sociale" che offre ai giocatori "la prima iterazione competitiva e cooperativa di Zuma nella storia del franchise".